# 藤原葛成
藤原 葛成（ふじわら の ふじなり、生没年不詳）は、平安時代初期の貴族。藤原式家、右京大夫・藤原菅継の子。官位は正五位下・刑部大輔

## 経歴
嵯峨朝初頭の弘仁元年（810年）従五位下に叙爵し、弘仁3年（812年）大宰少弐に任官する。
弘仁13年（822年）従五位上、天長2年（825年）正五位下と、嵯峨朝末から淳和朝初頭にかけて昇進した。また、時期は不明ながら刑部大輔を務めている。

## 官歴
『日本後紀』による。
- 時期不詳：正六位上
- 弘仁元年（810年） 11月22日：従五位下
- 弘仁3年（812年） 正月12日：大宰少弐
- 弘仁13年（822年） 10月1日：従五位上
- 天長2年（825年） 正月4日：正五位下
- 時期不詳：刑部大輔[1]

## 系譜
『尊卑分脈』による。
- 父：藤原菅継
- 母：不詳
- 生母不詳の子女
  - 男子：藤原貞根
  - 男子：藤原正雄